# Индукција и инхибиција ензимских реакција
Ензинмска индукција је процес у коме молекул (нпр. лек) индукује (i.e. иницира или поспешује) експресију ензима.
Ензимска инхибиција се може односити на
- инхибицију експресије ензима помпћу других молекула
- интерференцију на ензимском нивоу, модификовање начина рада ензима. То може да буде компетитивна инхибиција, некомпетитивна инхибиција, бескомпетитивна инхибиција[1] или парцијално компетитивна инхибиција.

Ако молекул индукује ензим који је одговоран за метаболизам тог самог молекула, то се назива аутоиндукцијом (или аутоинхибицијом ако долази до инхибиције). Ови процеси су специфична форма регулације генске експресије.

## Ензимска инхибиција
Брзина реакције у којој је ензим присутан може бити смањена инхибицијом. Посоји неколико врста инхибиција ензиматских реакција:
- конкурентна инхибиција,
- неконкурентна инхибиција,
- парцијална инхибиција
- измешана инхибиција

### Конкурентна инхибиција
У конкурентој инхибицији, инхибитор, тј. молекул који доводи до заустављања реакције, се повезује сам на Активни регион ензима, и тиме спречава регуларно повезивање молекула на који ензим треба да делује. Ова реакција се назива конкурентна, јер је конкурентни инхибитор у основи истог облика као и молекул на који ензим треба да делује, и на тај начин (видети горе поменуту Специфичност)инхибитор превари ензим и надовеже се на Активни регион. То доводи до тога да правилни молекул не може да се повеже, јер је место повезивања заузето и као последица тога ензим ствара потпуно погрешан продукат. 
Конкурентна инхибиција доводи до раста Km вредности, али нема ефекта на Vmax, тј. на максималну брзину реакције.

### Неконкурентна инхибиција
Као што је већ горе наведено у структури ензима, ензим може да има пуно места повезивања, односно већи број активних региона. У неконкурентној инхибицији инхибитор се надовеже на оно активно место које је празно, и које неће утицати на повезивање молекула који треба да се надовеже на онај прави активни регион, како би реакција била реализована, тако да у овом случају не постоји конкуренција инхибитора и молекула на који ензима треба да делује.
Као што се може видети на овом простом примеру, слика лево, имамо инхибитор и молекул на који ензим треба да делује. Међутим постоје два активна региона, тако да не долази до конкуренције између инхибитора и молекула, и отуд и име овој врсти инхибиције.
Неконкурентна инхибиција доводи до смањења Vmax, тј. максималне брзине, али нема ефекта на концентрацију Кm.

### Парцијална инхибиција
Механизам парцијалне инхибиције је сличан неконкурентној инхибицији. Једина разлика је у томе да комплекс Ензим-Инхибитор-Молекул на који ензим делује може да има виши степен каталитичке активности од комплекса који чине Ензим-Молекул на који ензим делује. 
У парцијалној инхибицији вредност максималне брзине, Vmax, је ниска, док је вредност концентрације, Km, не промењена.

### Измешана инхибиција
Измешана инхибиција се зове тако како се зове јер има особине конкурентне и неконкурентне инхибиције. У овој врсти инхибиције инхибитор може да се надовеже или на сам ензим, при чему заузме Активни регион (Конкурентна инхибиција) и тад молекул не може да се надовеже јер је регион заузет, или на већ постојели Ензим Молекул на који ензим делује комплекс, али не заузиме Активни регион намењен правом молекулу (особина Неконкурентне инхибиције).
Пад вредности Vmax, максималне брзине, и Km, концентрације, су уочљиве у овој врсти инхибиције.

### Инхибитори самоубице
Инхибитори самоубице су инхибитори који се сами уграде у ензим и заувек га деактивирају. Многи лекови су у ствари инхибитори ензима. На пример, Аспирин је инхибитор ензима који за продукат има простагландин, који се појављује као инфламанторни молекул, и на тај начин стопира бол и запаљењски процес. Отров цијанид деактивира ензим цитохром ц оксидазу и на тај начин блокира ћелијско дисање.